# Piotruś i wilk
Piotruś i wilk (também conhecido como Peter and the Wolf e Sergei Prokofiev's Peter and the Wolf) é um curta-metragem de animação stop motion polonês-britânico-norueguês lançado em 2006. Escrito e dirigido por Suzie Templeton e cenografia de Marek Skrobecki , foi feito no Se-ma-for Studiosem Łódź e foi exibido nos cinemas, às vezes com acompanhamento musical ao vivo. O filme ganhou o Oscar de melhor curta-metragem de animação na edição de 2007.

## Produção
Piotruś i wilk foi uma produção multinacional. Os principais produtores foram a produtora britânica BreakThru Films, e os coprodutores foram Se-ma-for Studios em Łódź e Storm Studios. Adicionalmente a TV UNAM e ArchAngel SA participaram de sua produção. Toda a animação de bonecos foi concluída em Łódź com uma equipe principalmente polonesa. As tomadas de efeitos especiais foram feitas nos estúdios Se-Ma-For, na Polônia, por uma equipe dirigida pelo supervisor de efeitos visuais Kamil e pelo coordenador de efeitos visuais Artur Zicz do show. Mais tarde no processo, quando a entrega do filme já estava bastante atrasada, parte do VFX também foi feito no Storm Studios em Oslo. O uso detalhado de marcas de automóveis, incluindo o GAZ-21 Volga 1962, é referenciado ao longo do filme.
O filme é baseado na história de Pedro e o Lobo com música de Sergei Prokofiev em 1936. Ao contrário da versão usual da obra de Prokofiev, o filme não tem narrador, mas conta com música e imagens para contar a história. Uma nova gravação da música de Prokofiev foi feita para acompanhar o lançamento no cinema e na televisão. A gravação foi feita pela Orquestra Filarmônica e regida por Mark Stephenson.
O filme foi feito no Se-ma-for Studios em Łódź, Polônia, entre fevereiro e agosto de 2006. A pós-produção digital foi feita no Storm Studios em Oslo, Noruega. A estreia ao vivo foi realizada em 29 de setembro de 2006 no Royal Albert Hall em Londres, acompanhada pela Orquestra Filarmônica. Desde então, o filme fez uma turnê com acompanhamento ao vivo e gravado na Grã-Bretanha, Hong Kong e Austrália. A estreia na televisão britânica foi exibida no Canal 4 na véspera de Natal de 2006 e foi acompanhada por música pré-gravada interpretada pela Orquestra Filarmônica.
O filme estreou na América do Norte em 25 de julho de 2007 no Mann Center for the Performing Arts. Esta foi uma apresentação ao vivo acompanhada pela Orquestra de Filadélfia com um público de aproximadamente 9.000 pessoas. O filme foi transmitido nos EUA pela série Great Performances da PBS em 26 de março de 2008. Em janeiro de 2009, a Orquestra Nacional Juvenil da Irlanda apresentou o filme com acompanhamento orquestral ao vivo para uma casa lotada no Helix em Dublin.

## Recepção
A resposta a Piotruś i wilk foi geralmente positiva. A Animation Magazine elogiou-o pela "maneira como funciona perfeitamente em conjunto com a música", enquanto a Classic FM Magazine o chamou de "uma pequena obra-prima".
Piotruś i wilk ganhou vários prêmios, incluindo o Oscar de melhor curta-metragem de animação, o British Animation Award (BAA) em 2008 de Melhor especial de TV, o Grande Prêmio ('The Annecy Cristal') e o Prêmio do Público no Festival Internacional de Animação de Annecy de 2007, a Rosa de Ouro para Artes Cênicas no Festival Rose d'Or de 2007, o Prêmio Pulcinella de Melhor Programa Europeu no Cartoons on the Bay Festival de 2007 na Itália e o Prêmio Especial no Krok International Animated Film de 2007 Festival na Ucrânia. Também foi indicado ao BAFTA, ao Royal Television Society Program Award e ao Cartoon d'or em 2007.